# Carolle Amoric
 (décembre 2023).
Si vous disposez d'ouvrages ou d'articles de référence ou si vous connaissez des sites web de qualité traitant du thème abordé ici, merci de compléter l'article en donnant les références utiles à sa vérifiabilité et en les liant à la section « Notes et références ».
Carolle Amoric est une nageuse française née le 7 août 1960 à Saint-Maur-des-Fossés.
Elle est membre de l'équipe de France aux Jeux olympiques d'été de 1984 à Los Angeles, prenant part au relais 4×100 mètres nage libre ; les Françaises terminent huitièmes de la finale.
Elle a été trois fois championne de France de natation en bassin de 50 mètres sur 50 mètres nage libre (hiver 1981, été 1982, hiver 1983) et deux fois championne de France sur 100 mètres nage libre (été 1981 et été 1982).
En club, elle a été licenciée au Club des nageurs de Paris.